# شرکت خودروسازی مینسک
شرکت خودروسازی مینسک یا شرکت خودروسازی ماز (MAZ, (به بلاروسی: Адкрытaе Акцыянэрнaе Таварыства «Мінскі аўтамабільны завод»)، Open JSC "Minsky Automobilny Zavod") در سال ۱۹۴۴ احداث شده و یکی از خودروسازان شرق اروپا و کشور بلاروس است.
در حال حاضر، شرکت خودروسازی آذهایتکس تنها نمایندهٔ رسمی این شرکت در ایران می‌باشد و از سال ۲۰۰۵، یکی از شرکت‌های پیشرو در تولید و واردات خودروهای سنگین با استانداردهای اروپایی می‌باشد. خودروسازی آذهایتکس، واقع در شهر تبریز، از سال ۲۰۱۰ با سه خط تولید کشنده، کمپرسی، اتوبوس و مینی بوس ماز با تیراژ سالیانه ۴۵۰۰ دستگاه در سال مشغول به فعالیت می‌باشد.

## نگارخانه

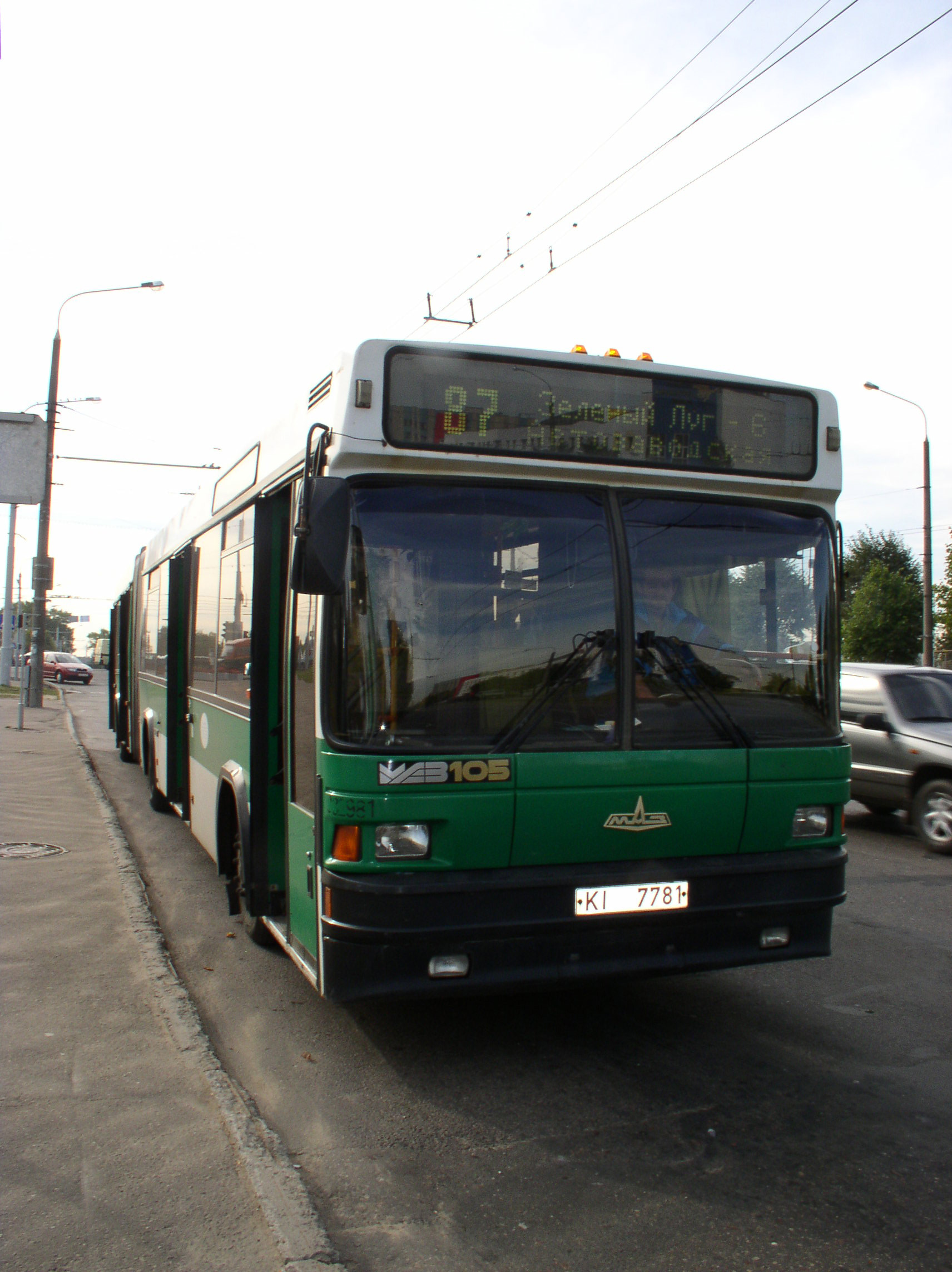
MAZ-105 bus.
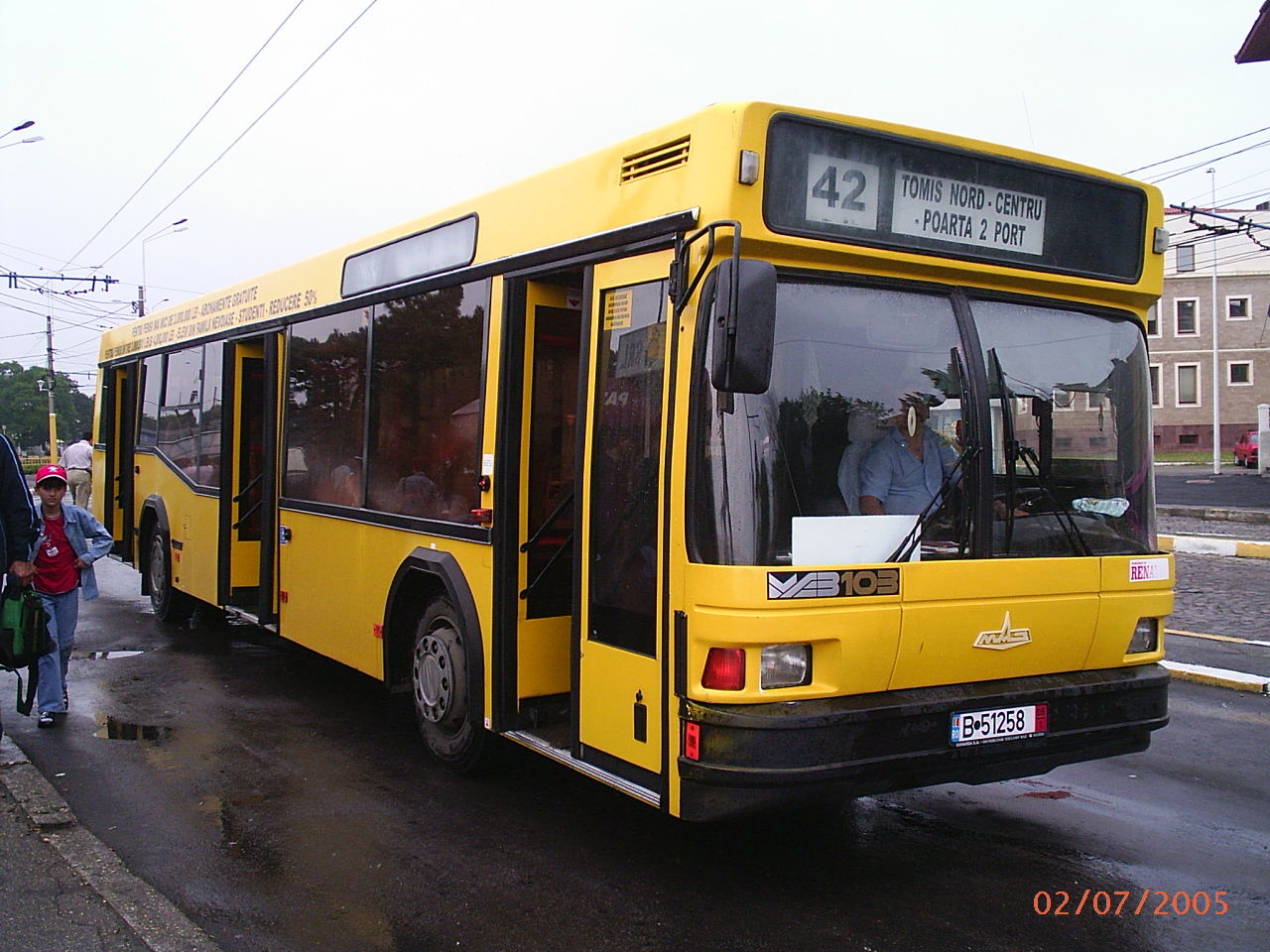
MAZ-103 city bus in کونستانس،  رومانی
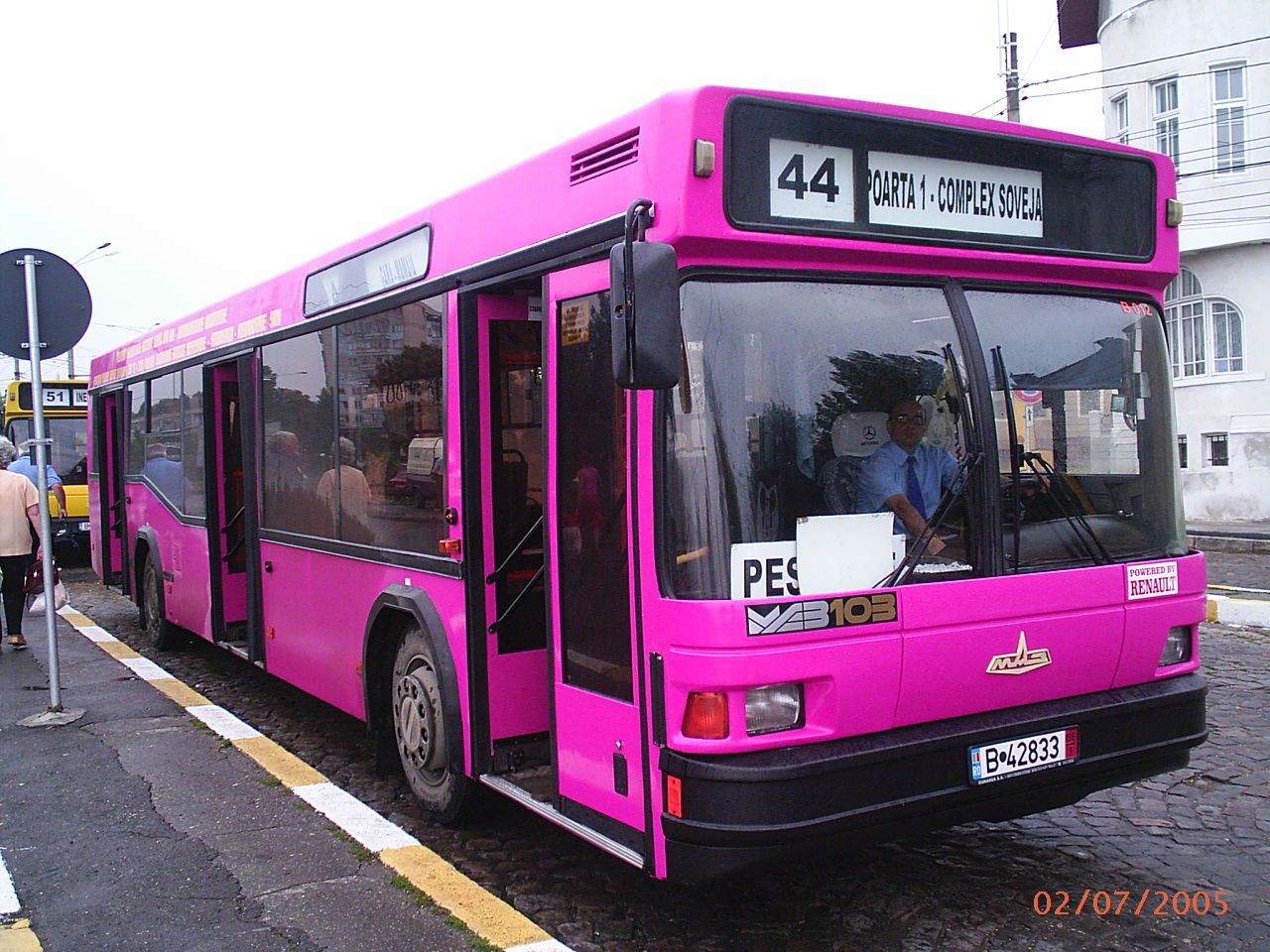
MAZ-103 city bus in کونستانس،  رومانی
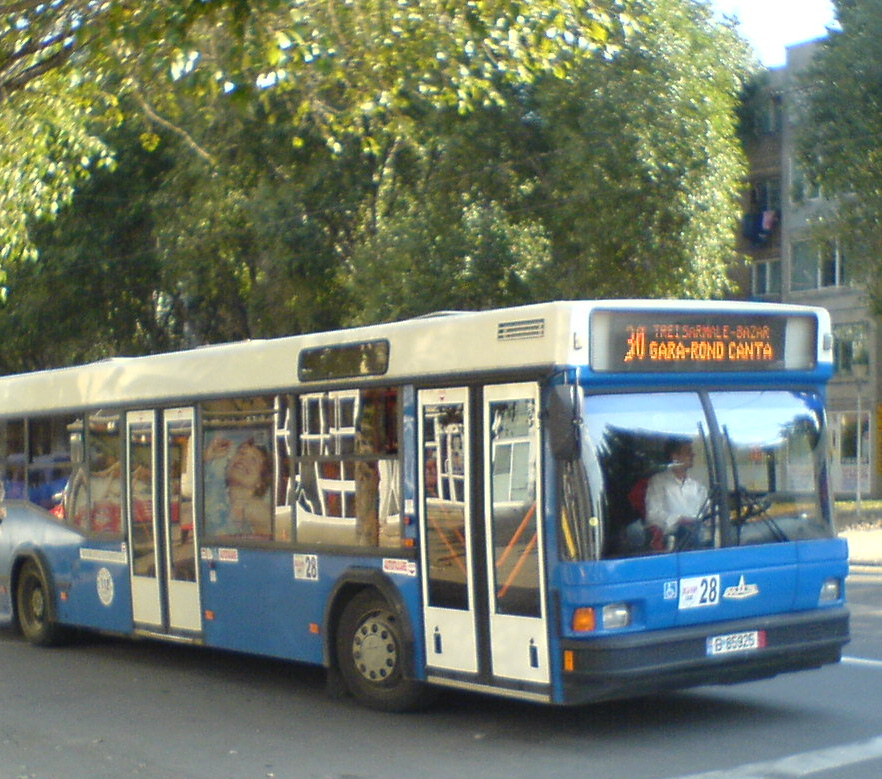
MAZ-103 city bus in یاش،  رومانی
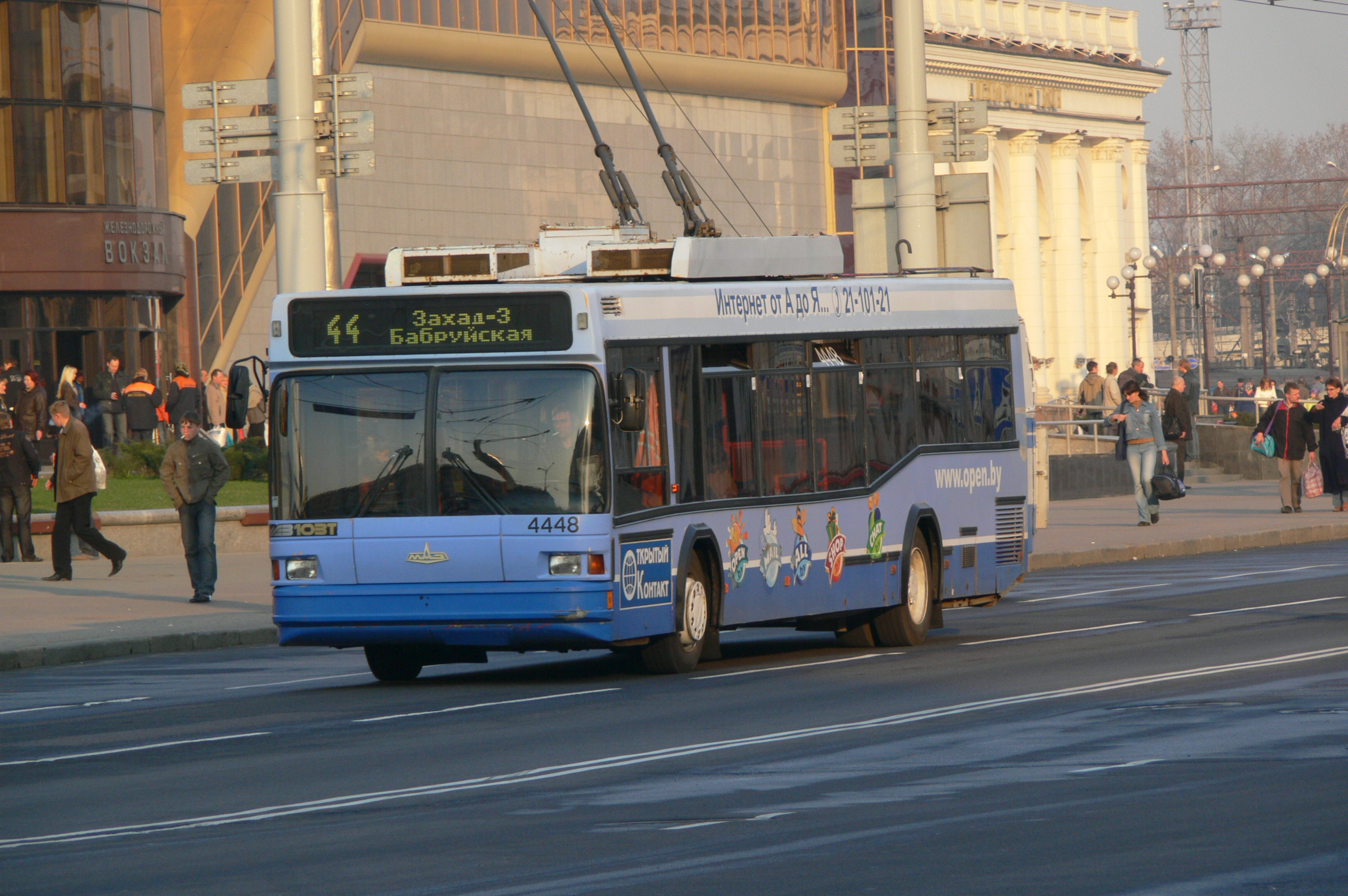
MAZ-103t trolleybus in Minsk
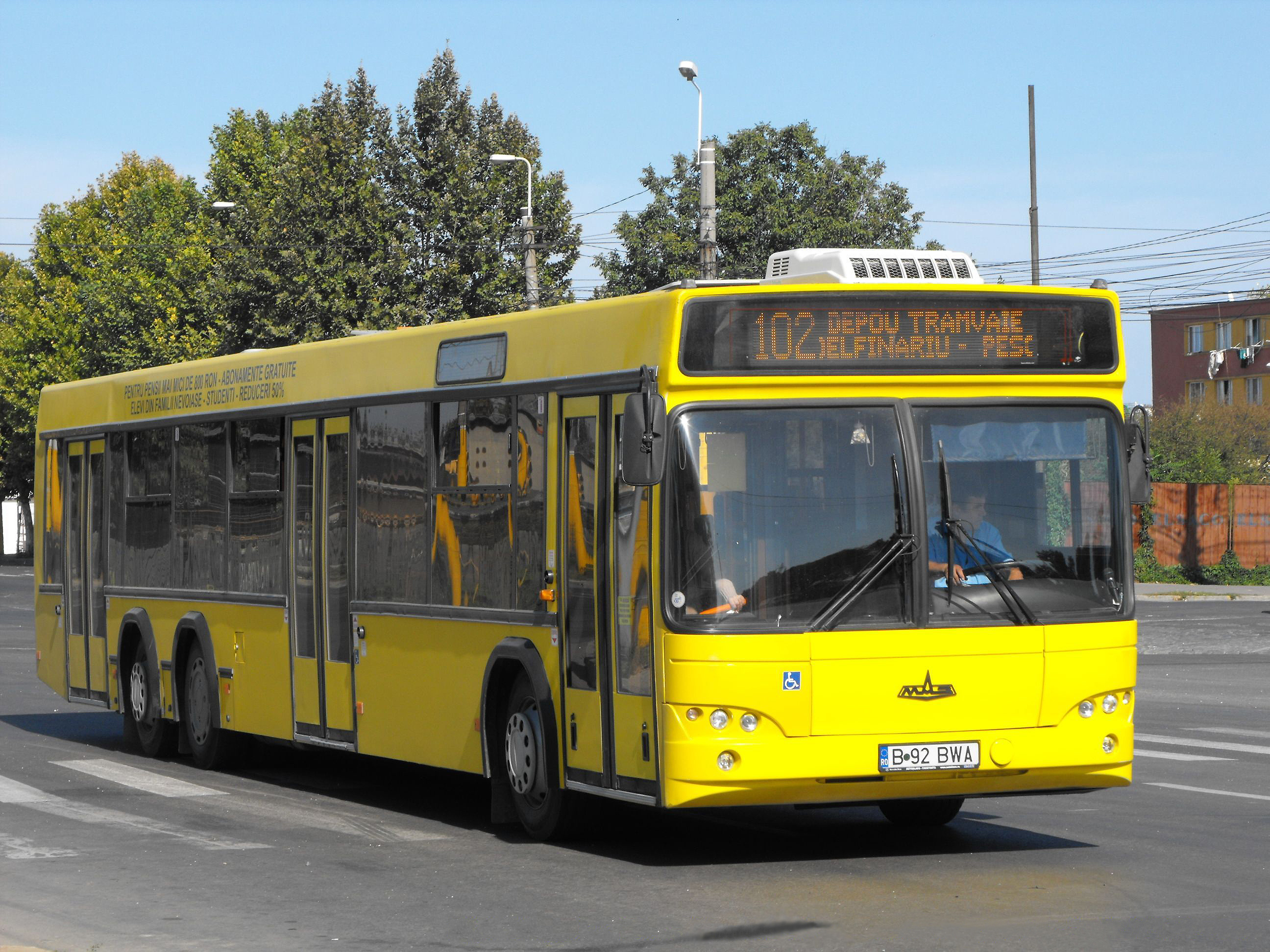
MAZ-107 city bus in کونستانس،  رومانی
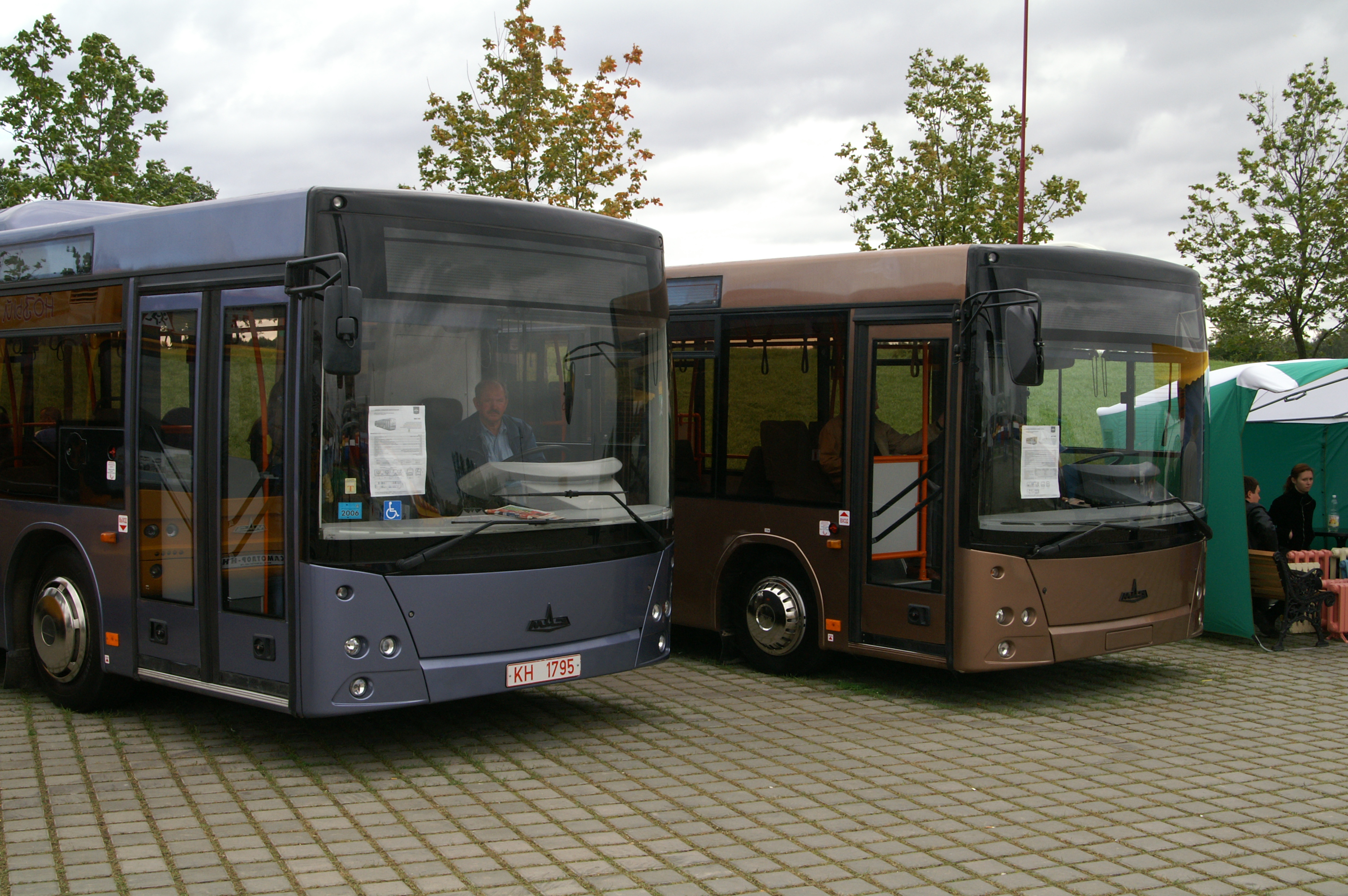
MAZ-203 and MAZ-206 bus
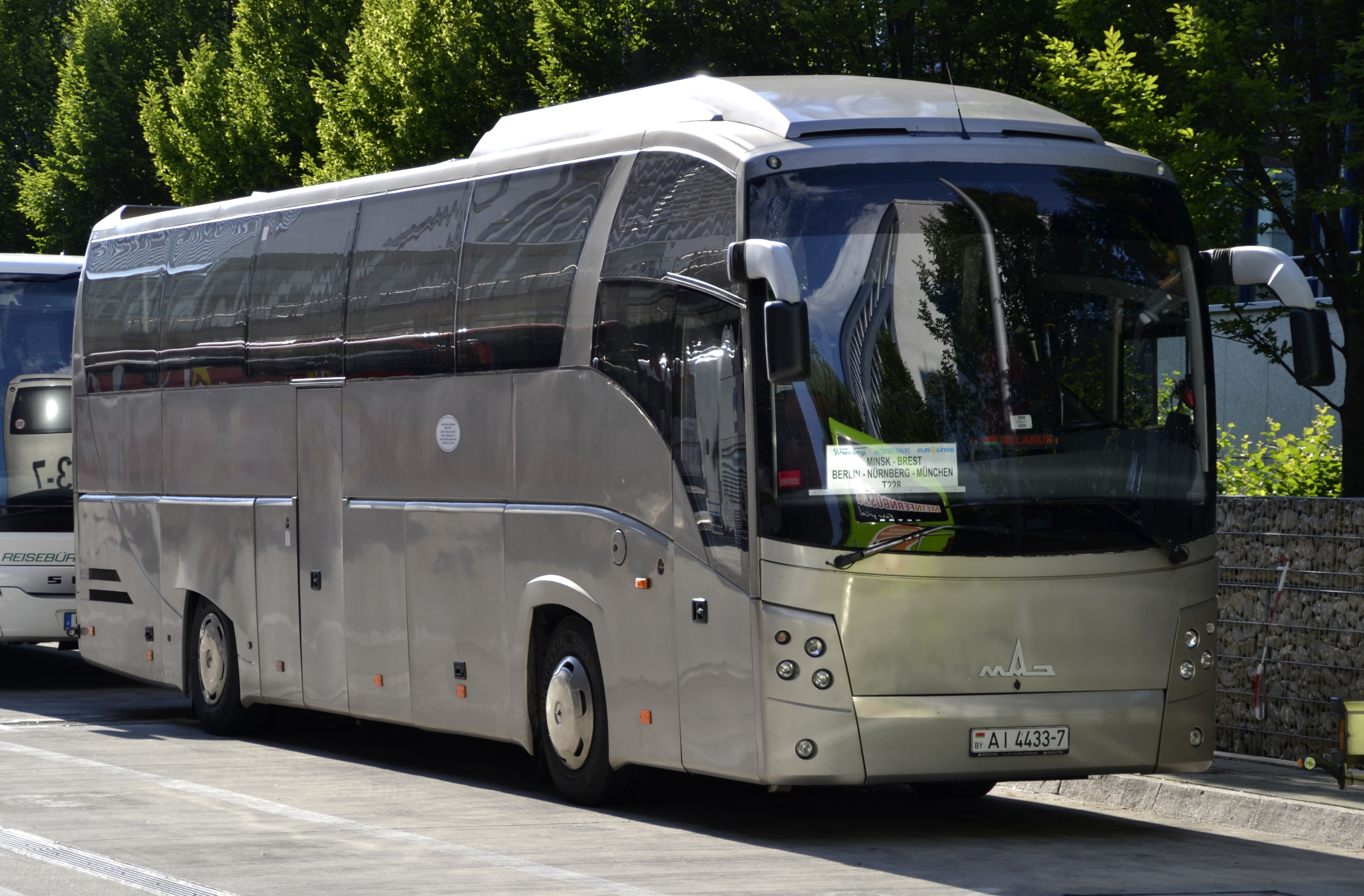
MAZ-251 in مونیخ
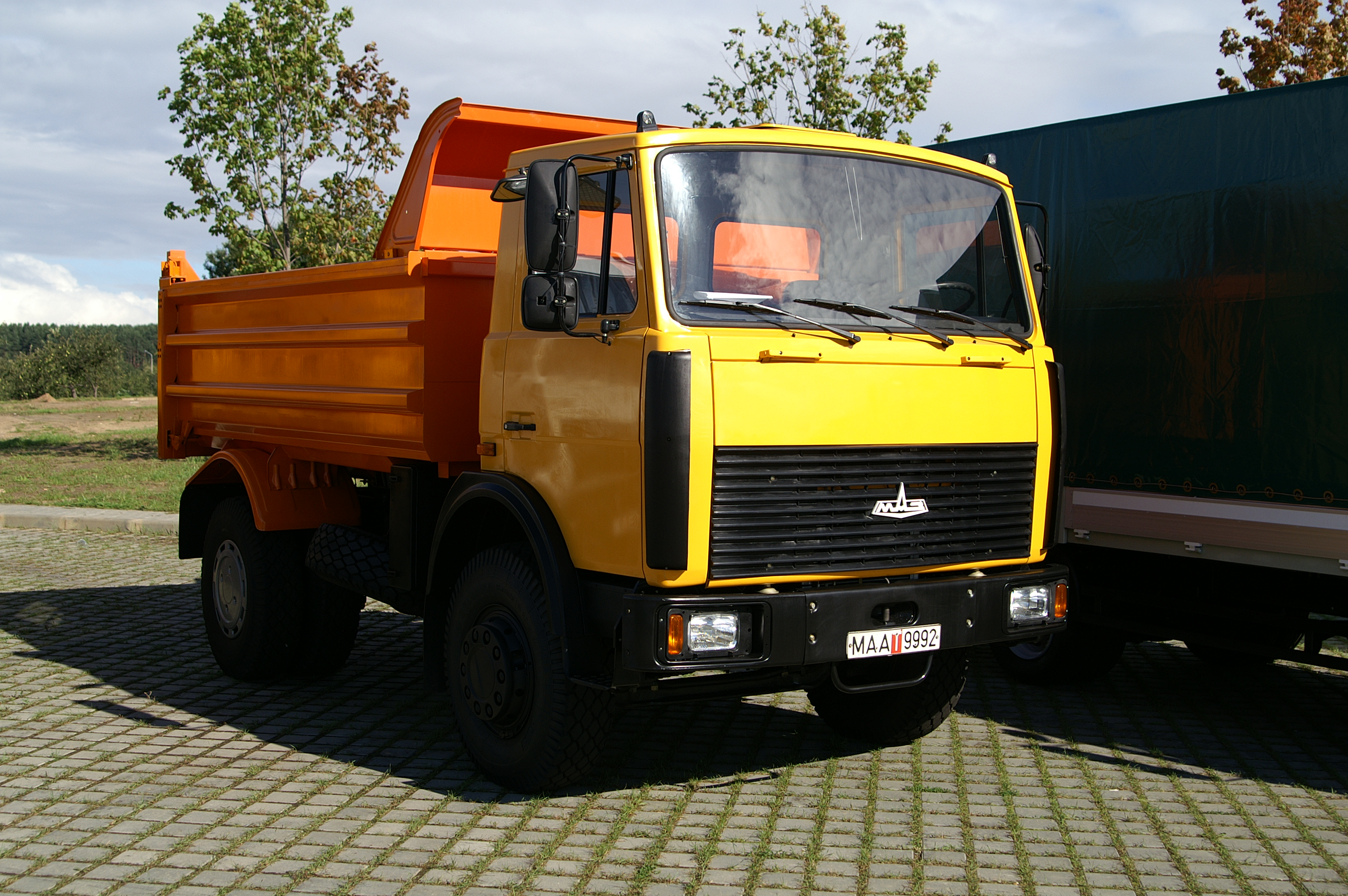
MAZ-5551
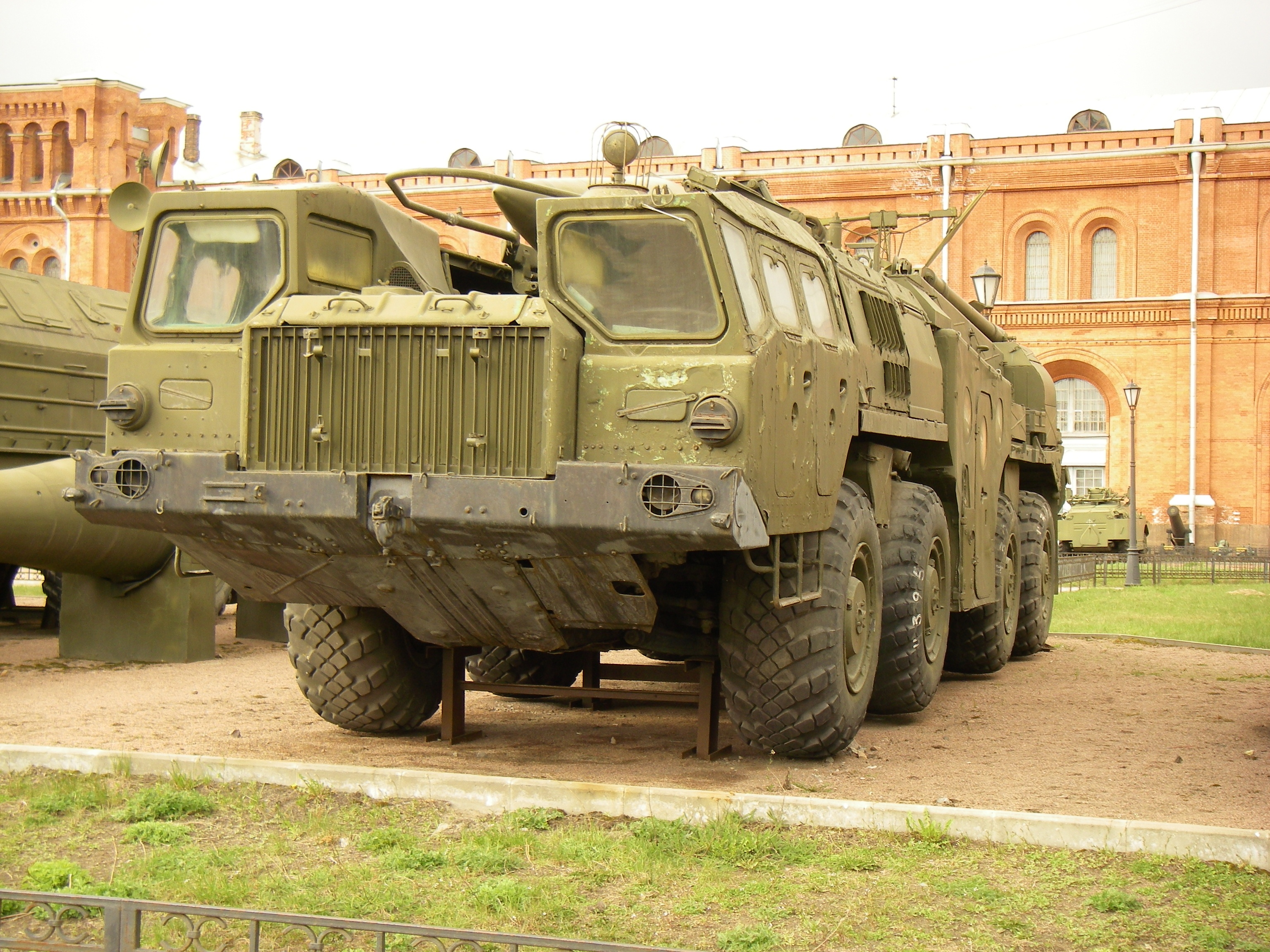
9K72 Elbrus launcher (9P117)
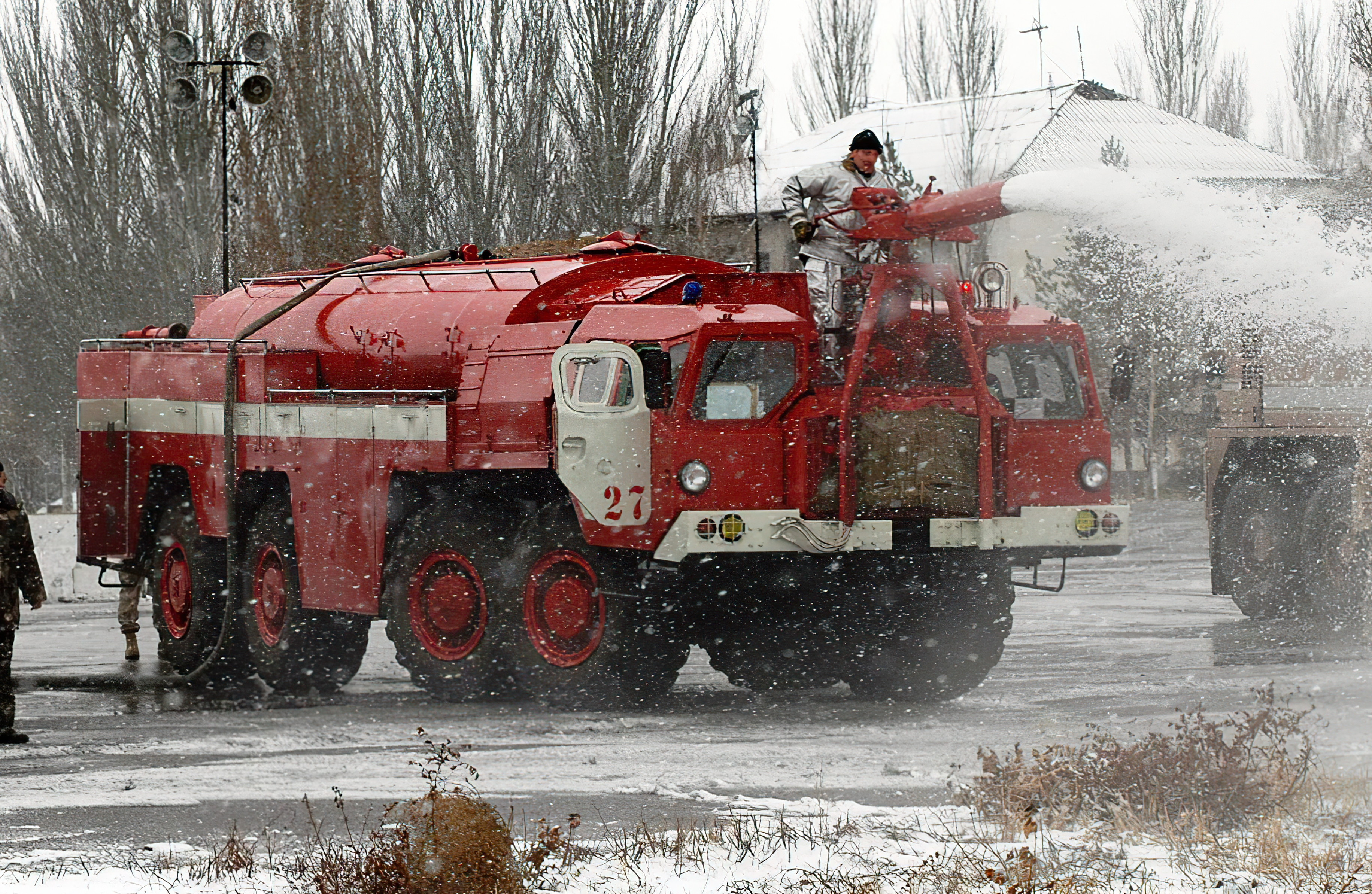
MAZ-543 airport tender, airport in قرقیزستان